# Fazenda Murycana
A Fazenda Murycana, também referida como Engenho da Murycana localiza-se na Estrada Paraty-Cunha, a seis quilómetros de Paraty, no estado do Rio de Janeiro, no Brasil. Após reforma, foi rebatizada para Fazenda Bananal, nome original de outras épocas. 

## História
No sopé da serra da Bocaina, esta antiga propriedade rural era conhecida no século XVII como Três Fazendas, uma vez que se distribuía em três níveis ou cotas no terreno: no superior, erguia-se a chamada "Casa Grande", onde habitava o senhor de engenho; no intermediário, a senzala, onde habitavam os escravos; no inferior (a "Fazenda de Baixo") o entreposto comercial. Presenciou o intenso movimento da Estrada Real, utilizada para o escoamento das riquezas das Minas. 
Existem documentos do século XIX atestando que Francisco Lopes da Costa(bisavô de Maria Izabel, proprietária da cachaça que leva o mesmo nome), era o proprietário da Fazenda Murycana(à época chamada Fazenda Bananal). Em suas propriedades, produzia e exportava cachaça. Tinha um alambique em cada uma das três fazendas: a de cima, era conhecido por Carretão; a do meio, Bananal; e a de baixo, chamado de Bom Retiro. Ainda existem registros que a cachaça enviada em garrafas de cristal para o rei Alberto da Bélgica, que estava de visita pelo Rio de Janeiro no começo do século XX, era da produção de seu Chiquinho do Carretão, como era conhecido.
A propriedade continua a funcionar como engenho de aguardente, tendo no passado produzido açúcar, farinha de mandioca e café. Em sua história funcionou como entreposto de comercialização de escravos, açúcar, ouro, café e aguardente. Os engenhos para a fabricação da cachaça estão desativados, mas ainda podem ser visitados. 
O antigo engenho é movido a roda d'água. No local onde atualmente se encontra o alambique, ficava a senzala onde os escravos eram recolhidos para dormir.
Na área da fazenda encontra-se a cachoeira Poço do Inglês, que apesar de muito visitada pelos turistas, não apresenta bom estado de conservação, sendo difícil o acesso. 
Em 2017, foi vendida para os proprietários da Pousada Literária e depois de passar por uma grande reforma, foi reaberta com o objetivo de tornar um modelo de fazenda sustentável. 

## Arquitetura
A casa sede da Fazenda Murycana que foi restaurada em 2017, data de 1846. Porém já é a segunda casa sede, a primeira localizava-se na parte superior, "Fazenda de Cima" e esta, foi construída na "Fazenda de Baixo", que era um ponto de parada para os tropeiros. 
O casarão é composto por alcovas, áreas de circulação, sala e cozinha. É coberta por um amplo telhado, sustentado por pilares de pedra, porém sem forro. 
Assim como os utensílios dentro da casa sede, há uma capela muito rústica na fazenda. 
A senzala localizava-se dentro do alambique, onde após a entrada dos escravos à noite, a escada de descida era retirada, permanecendo eles trancafiados até que o feitor a reabrisse para o trabalho no dia seguinte.

## Museu
A Fazenda Murycana possui um museu com acervo particular dos proprietários, que inclui móveis, peças decorativas e armas do século XVII até os dias atuais. 

## Turismo Sustentável
Em 2015, um novo projeto turístico/educativo teve início para a Fazenda Murycana. Com o intuito de desenvolver o turismo sustentável, o projeto contemplava a implementação de hortas orgânicas, plantações de espécies exóticas e nativas, o cultivo de frutas e a abrir um restaurante abastecido com os produtos cultivados na própria fazenda. Além disso, o projeto também englobava a restauração completa da casa sede da fazenda, em parceria com o IPHAN e a prefeitura local. 

## Programa de Trainee
Com este novo enfoque sustentável da Fazenda Murycana, foi iniciado um programa de trainee em 2016, com o objetivo de trocar experiências com recém-formados interessados em agroecologia, horticultura orgânica, restauração floresta, pecuária leiteira e avicultura orgânicas.

## Pesquisas
A Fazenda Murycana também participou do Festival de Aves de Paraty em 2016, um evento dedicado para a observação de aves do país e foi um dos locais principais do evento, uma vez que contempla o Observatório de Aves. Esse local é utilizado como centro de estudos, além de realizar o inventário das espécies que vivem em uma região, por meio da identificação e o monitoramento, com pesquisa de longo prazo. 

Por estar em uma área de preservação permanente, novas construções são proibidas e a antiga casa dos funcionários que estava em ruínas, foi reformada para receber os pesquisadores.